# 孟庄站
孟庄站是郑机城际铁路的一座车站，位于河南省郑州市新郑市孟庄镇，隶属于郑州铁路局。
孟莊站位處郑州航空港区，紧靠华夏大道。此站与郑州地铁孟庄站站名相同，但这两个车站相距约1.7公里，并无法相互换乘。然而，该站却可通过临近的港区北站与郑州地铁城郊线、郑许线换乘。

## 设计与构造

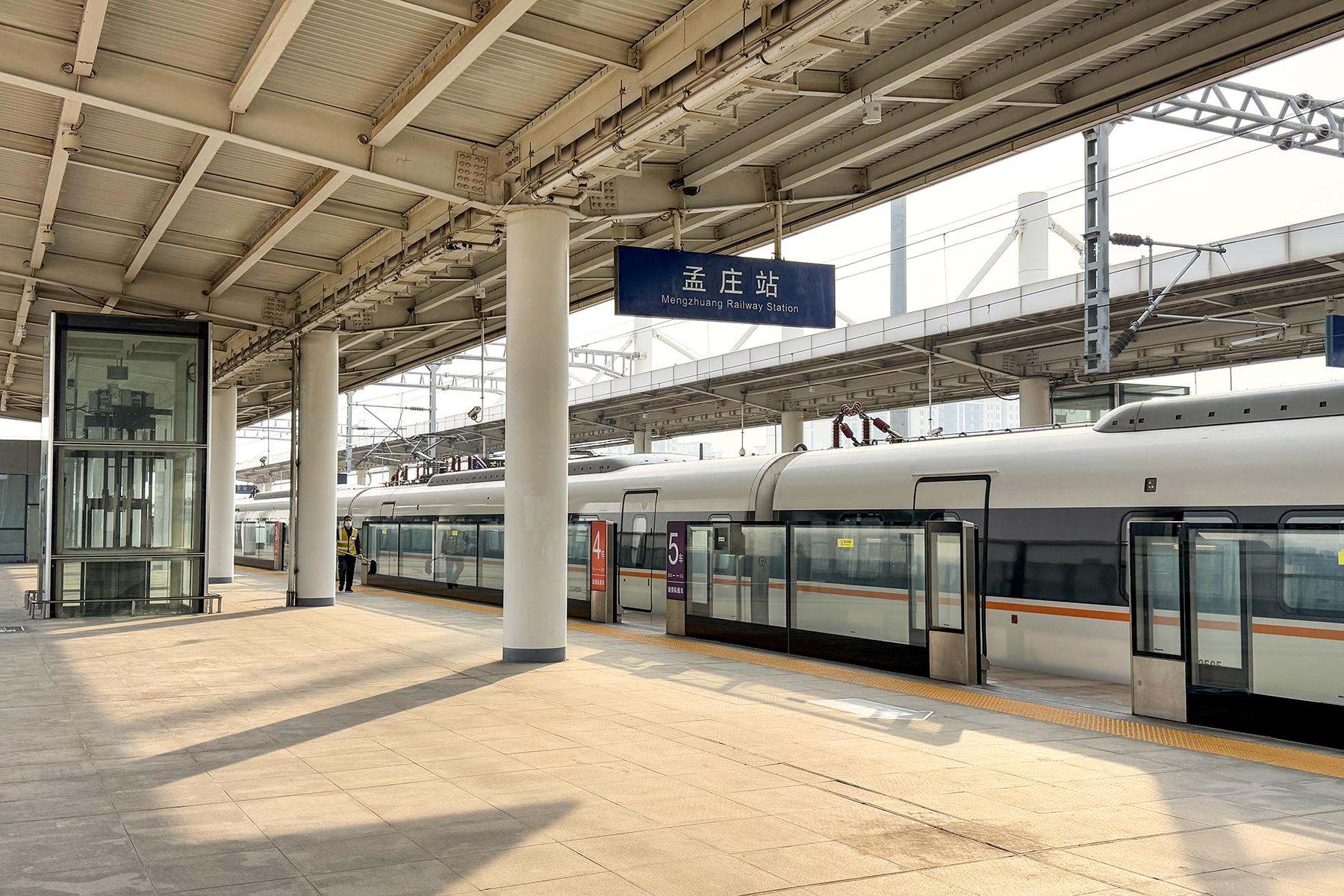
孟庄站1站台

本站采用下进下出的旅客流线模式。该站設有2台2线客运车场，站房面积達2000平方米；站房为钢筋混凝土框架结构，站房主体东西向布置，分别设有东、西两个站前广场，其中东广场为主要的进站方向。
孟莊站前广场中部为人行集散广场，四周布置社会停车场、出租车停车场、公交车停车站等交通配套设施。郑州地铁港区北站位于此站旁边，其中城郊线车站位于该站南侧，郑许线车站紧邻该站西侧。该站连同郑州地铁港区北站，将共同形成郑州航空港区北部的公共交通枢纽。

## 历史
- 2015年12月31日郑机城际铁路开通使用，但此時只開行鄭州站/鄭州東站至新鄭機場站的直達車。
- 2016年1月10日郑机城铁开行中间站停靠的列车，孟庄站開始上下乘客[3]
- 2017年7月25日，因客流较低，孟庄站停止运营。[4]
- 2024年9月28日，郑开、郑机城际铁路增加开行趟数和停站密度，郑开与郑机城际铁路共开行列车51列，并恢复郑机城际南曹站与孟庄站运营，分别停靠列车32、34列。[5]

## 接駁交通

### 地铁
该站附近有郑州地铁城郊线與郑许线的港区北站。